# Panellīnios GS Atene
Il Panellinios Gymnastikos Syllogos (in greco Πανελλήνιος Γυμναστικός Σύλλογος?) è una società polisportiva greca avente sede ad Atene, in Grecia.

## Storia
Fondata nel 1891, il Panellinios Gymnastikos Syllogos è una delle società polisportive più antiche della Grecia e d'Europa.

## Attività
- Panellīnios K.A.E. - pallacanestro
- Panellinios VC - pallavolo
- Panellinios Pallamano
- Panellinios Sollevamento Pesi
- Panellinios Scherma
- Panellinios Pugilato
- Panellinios Atletica

### Ginnastica
Il club ha preso parte con una squadra di ginnastica ai Giochi della I Olimpiade ad Atene. Il capitano della squadra era Sotirios Athanasopoulos; tra gli altri componenti c'erano Nikolaos Andriakopoulos, Petros Persakis, Thomas Xenakis, oltre ad altri 29 atleti. La squadra si è piazzata al secondo posto (su tre squadre) nelle parallele, conquistando la medaglia d'argento.

### Pallacanestro
Il Panellīnios K.A.E. è stato fondato nel 1929 ed è stato sei volte campione nazionale nel 1929, 1939, 1940, 1953, 1955, e 1957. Nei primi anni cinquanta la squadra era chiamata "The Golden Five", riferendosi ai giocatori Panagiōtīs Manias, Themīs Cholevas, Kōstas Papadīmas, Mimīs Stefanidīs, e Aristeidīs Roumpanīs, che dominarono la pallacanestro greca ed europea.

## Titoli
- Pallacanestro maschile - Panellīnios K.A.E.:
  - 6 Campionati greci: (1929, 1939, 1940, 1953, 1955, 1957)
- Pallavolo maschile - Panellinios VC:
  - 6 Campionati greci: (1936, 1937, 1939, 1940, 1944, 1961)
- Pallavolo femminile:
  - 2 Campionati greci: (2001, 2002)
- Pallamano maschile:
  - 5 Campionati greci: (2000, 2002, 2004, 2006, 2007)
  - 3 Coppa di Grecia (2000, 2001, 2002)
- Atletica maschile: 
  - 37 Campionati Greci: (1901, 1902, 1903, 1904, 1905, 1906, 1907, 1908, 1909, 1911, 1912, 1917, 1919, 1933, 1934, 1936, 1978, 1981, 1982, 1983, 1987, 1988, 1991, 1992, 1993, 1994, 1995, 1996, 1997, 1998, 1999, 2000, 2001, 2002, 2003, 2004, 2005)
- Atletica femminile:
  - 42 Campionati greci: (1930, 1931, 1932, 1933, 1934, 1935, 1936, 1937, 1938, 1939, 1940, 1946, 1947, 1948, 1951, 1972, 1983, 1984, 1985, 1986, 1987, 1988, 1989, 1990, 1992, 1993, 1994, 1995, 1996, 1997, 1998, 1999, 2000, 2001, 2002, 2003, 2004, 2005, 2006, 2007, 2008, 2009)
- Scherma:
  - 14 Campionati greci: (1996, 1997, 1998, 1999, 2000, 2001, 2002, 2003, 2004, 2005, 2006, 2007, 2008, 2009)
- Sollevamento pesi maschile:
  - 3 Campionati greci: (1988, 1989, 2005)
- Sollevamento pesi femminile:
  - 1 Campionato greco: (2003)
- Pugilato maschile:
  - 4 Campionati greci: (1963, 1987, 1990, 1991)